# 보와니 분기점
보와니 분기점(Bhowani Junction)은 영국에서 제작된 조지 큐커 감독의 1956년 드라마, 모험, 멜로/로맨스 영화이다. 에바 가드너 등이 주연으로 출연하였고 팬드로 S. 버먼 등이 제작에 참여하였다.

## 출연

### 주연
- 에바 가드너
- 스튜어트 그레인저

### 조연
- 빌 트래버스
- 아브라함 소페어
- 프란시스 매튜즈
- 만 메이트랜드
- 피터 일링
- 에드워드 챔프먼
- 프리다 잭슨
- 리오넬 제프리스
- 앨런 틸번
- 해롤드 카스켓

## 제작진
- 원작자: 존 마스터스
- 미술: 존 하우웰
- 의상: 엘리자베스 하펜든